# Euconnus quercavus
Euconnus quercavus (лат.) — вид коротконадкрылых жуков рода Euconnus из подсемейства Scydmaeninae. США.

## Распространение
США. Этот вид широко распространен от Флориды до восточной Оклахомы, на север до Пенсильвании и на запад до Иллинойса, с разобщённой популяцией в южном Мичигане.

## Описание
Мелкие коротконадкрылые жуки. Тело оранжево-коричневое; длина 0,99—1,05 мм; отношение длины к ширине 2,5, отношение длины к ширине надкрылий 1,3; щетинки надкрылий редкие и длинные. Голова: клипеальный зубец мелкий или отсутствует, срединный продольный киль отсутствует. Фасеточные глаза при боковом виде округлые с прямым задним краем, содержат около 48 фасеток. Переднеспинка: антебазальное поперечное вдавление отсутствует, отсутствуют антебазальные ямки. Ноги: передние голени узкие, с более плотными волосками на вершинной трети переднемезального края; средние и задние голени не модифицированы; членики задних лапок I—IV почти равны по длине. Булава усиков 3-члениковая, антенномеры IX—X отчётливо поперечные.

## Классификация
Вид был впервые описан в 2021 году американскими энтомологами Карлом Стефаном (Karl H. Stephan) и Дональдом Чэндлером (Department of Biological Sciences, Университет Нью-Гэмпшира, Дарем, Нью-Гэмпшир, США) по типовым материалам из США и включён в состав видовой группы Group I из подрода Napochus.